# Hugh Grundy
Hugh Grundy (officiële naam: Hugh Birch Grundy) (Winchester, 6 maart 1945) is een Engelse drummer, bekend geworden door zijn werk bij the Zombies.

## Biografie
Grundy was leerling van de prestigieuze St. Albans School in St. Albans in Hertfordshire. Hier ontmoette hij Rod Argent en Paul Atkinson. Samen met Colin Blunstone en Chris White, die in St. Albans op een andere school zaten, vormden Argent en Atkinson in 1959 een groep, die het aanvankelijk zonder vaste drummer moest doen. Grundy raakte in 1961 bij de band betrokken. De band repeteerde in deze periode in de parochiezaal van Hatfield, vlak bij Grundy's huis. De naam the Zombies werd in deze periode bedacht.
In 1964 kreeg de groep een platencontract, waarna Grundy zijn baan bij een bank opzegde en fulltime drummer werd.
Hij bleef tot the Zombies in 1968 uiteen gingen. Daarna verliet hij de muziekwereld. Hij had verschillende banen en begon uiteindelijk een pub. Bij reünieprojecten van the Zombies was hij echter steeds present. In 1989 nam de band, zonder Argent en Atkinson, een cd op (the Return of the Zombies), maar deze leidde niet tot blijvend succes. In 1997 verzorgden de vijf oorspronkelijke Zombies een bijzondere toegift bij een concert van Colin Blunstone.
Ter gelegenheid van de veertigste verjaardag van het album Odessey and Oracle werd in 2008 een serie concerten gegeven, waar Grundy samen met Argent, Blunstone en White de twaalf songs van die LP, plus een aantal oude hits, speelden.
Hij is verder lid van een plaatselijke band, Joe Public.
Grundy speelde, samen met de drie andere Zombies, een aantal nummers tijdens de "Induction Ceremony" op 29 maart 2019 in de Rock and Roll Hall of Fame.

## Discografie
- Begin Here (1965)
- Odessey and Oracle (1968)
- The Return of the Zombies (1989)
- Odessey and Oracle  Revisited - The 40th Anniversary Concert [DVD] (2008)